# Jermaine Pennant
Jermaine Lloyd Pennant (Nottingham, Inglaterra, 15 de enero de 1983) es un exfutbolista británico de origen jamaicano. Su último equipo fue el extinto Bury Football Club de la Football League One.
A lo largo de su carrera ha marcado 24 goles en más de 300 partidos jugados.[cita requerida]

## Trayectoria
Pennant tiene ascendencia jamaicana, aunque optó por ser internacional con Inglaterra. 

### Arsenal
Con 15 años fue traspasado al Arsenal por 2 millones de libras. Aquí tuvo muchos problemas de disciplina. Tuvo un enfrentamiento con el seleccionador sub-21 Howard Wilkinson, por lo que fue expulsado de la concentración del equipo previa a un enfrentamiento con Turquía.
Debutó con 16 años y 319 días frente al Middlesbrough en Copa de la Liga el 30 de noviembre de 1999, convirtiéndose en el jugador más joven en debutar en el Arsenal, superando en dos días el récord de Gerry Ward. Este récord fue superado por el español Cesc Fàbregas. Tuvo que esperar hasta el 24 de agosto de 2002 para debutar en Premier League, en un partido frente al West Ham United
En su primer partido como titular, disputado en mayo de 2003 en Southampton marcó una tripleta. El entrenador del equipo, Arsène Wenger, mostró su malestar con el jugador debido a que frecuentemente llegaba tarde a los entrenamientos.
Finalmente fue cedido al Leeds United, donde se convirtió en una estrella de la afición local.

### Birmingham City
En la temporada 2004/05 fue traspasado al Birmingham City. Fue condenado por conducir bajo los efectos del alcohol. Por lo que a la temporada siguiente se especuló con su salida del club debido al descenso del equipo a la Championship.

### Liverpool
El 26 de julio de 2006 fue traspasado al Liverpool FC por 6.700.000 de libras, de las que el Arsenal recibió el 25%.
En la pretemporada debutó en partido de Champions League frente al Maccabi Haifa en Anfield Road. Tuvo un gran comienzo de temporada, por lo que fue comparado con estrellas locales como John Barnes y Robbie Fowler. El 20 de enero de 2007 marcó su primer gol en la victoria del Liverpool frente al Chelsea (2-0) en Premiership. Además participó en tres de los cuatro goles que su equipo le marcó al Arsenal (4-1).
Cuando no fue titular para el partido Inglaterra - Israel, dijo sentirse "frustrado" con el seleccionador Steve McClaren.
Fue aclamado en la derrota del Liverpool frente al AC Milan en la final de la Champions League 2007, siendo el jugador del partido. Seguidamente anunció que continuaría en el equipo una temporada más.
La siguiente temporada continuó su buen fútbol a las órdenes de Rafael Benítez, aunque seguía siendo ignorado por el seleccionador McClaren. Al avanzar la temporada bajó su rendimiento, viendo la primera tarjeta roja de su carrera en un partido de Champions League frente al FC Porto y rompiendo la racha de su equipo de 5 temporadas sin tener una expulsión en esa competición.
Marcó su segundo gol con el Liverpool el 8 de marzo de 2008 en la victoria por 3-0 de su equipo frente al Newcastle United. Y su tercer gol el 19 de abril en la victoria 0-2 en Fulham.
En diciembre de 2008 se especuló con su posible traspaso al Real Madrid.
El 20 de enero el Liverpool llegaba a un acuerdo con el Portsmouth FC, para ceder al jugador hasta final de temporada.

### Real Zaragoza
El 9 de julio de 2009 fichó por el Real Zaragoza, con el que debutó el 29 de agosto en el estadio de La Romareda contra el CD Tenerife. Años más tarde confesó que durante ese tiempo se preocupó más de pasarlo bien que de jugar al fútbol.

## Vida
En julio de 2007 se vio envuelto en una disputa doméstica por la que fue arrestado y por la que tuvo que pagar una multa.
En enero de 2008 se le relacionó con la actriz Jennifer Metcalfe y en octubre del mismo año con la modelo Amii Grove.

## Clubes
| Club                    | País       | Año       |
| ----------------------- | ---------- | --------- |
| Arsenal FC              | Inglaterra | 1998-2003 |
| Leeds United            | Inglaterra | 2003-2004 |
| Arsenal FC              | Inglaterra | 2004      |
| Birmingham City FC      | Inglaterra | 2004-2006 |
| Liverpool FC            | Inglaterra | 2006-2009 |
| Portsmouth FC           | Inglaterra | 2009      |
| Real Zaragoza           | España     | 2009-2010 |
| Stoke City              | Inglaterra | 2010-2012 |
| Wolverhampton Wanderers | Inglaterra | 2012-2013 |
| Stoke City              | Inglaterra | 2013-2014 |
| FC Pune City            | India      | 2014      |
| Wigan Athletic          | Inglaterra | 2015      |
| Tampines Rovers FC      | Singapur   | 2016      |
| Bury Football Club      | Inglaterra | 2017      |